# Leo Zobel
Leo Zobel (dr. Zóbel Leó) (Nyitra, 1895. január 28. – Nyitra, 1962. április 24.) szlovákiai sakkmester, csehszlovák bajnok. Polgári foglalkozását tekintve fogorvos volt.

## Élete
1914-ben már a Budapesti Sakk-kör tagja. 1915-ben 6. helyezést ért el a sakk-kör versenyén, nevét és játékát külön kiemelték a sakk-kör éves beszámolójában. 1916-ban bevonult katonának, majd 1919-ben kapcsolódott be ismét a sakkéletbe, és részt vett Budapest amatőr bajnokságán, amelyen az elődöntő csoportja 5. helyén végzett.
1924-ben a csehszlovák szövetség első szlovákiai bajnokságán Trencsénteplicen az 5-6. helyen osztozott.
1929-ben a brünni csehszlovák bajnokságon a 9-10. helyen osztozott, de az 1931-es prágai bajnokságon a csehszlovák élsakkozók sakkolimpián való részvételük miatt a többi szlovák sakkozó előtt végezhetett. 1931-ben megnyerte a cseh mesterversenyt, ezzel megszerezte a sakkmesteri címet. Későbbi második világháború utáni versenyeredményei elmaradtak a korábbiaktól.